# Tomura aqabaensis
Tomura aqabaensis is een slakkensoort uit de familie van de Cornirostridae. De wetenschappelijke naam van de soort is voor het eerst geldig gepubliceerd in 2010 door Bandel.